# آمفیبول

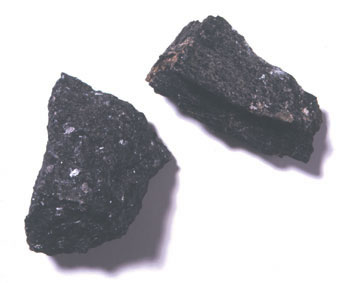
آمفیبول (هورنبلند)

آمفیبول گروهی از سیلیکات‌ها است که دارای ساختمان زنجیره‌ای مضاعف اکسید سیلیکات متبلور می‌باشد، از دستهٔ سیلیکات‌های زنجیره‌ای یا اینوسیلیکات است و البته شباهت زیادی به پیروکسن که از سیلیکات‌های زنجیره‌ای ساده‌اند، دارند. از آنجایی که آمفیبول‌ها دارای یون (OH) اند، به آن‌ها کانی‌های هیدروکسیل نیز می‌گویند.
آمفیبول در درجه حرارت ۸۰۰ تا ۱۰۰۰ درجهٔ سانتی گراد تخریب می‌شود و در ۱۲۰۰ درجه ذوب می‌گردد. دارای جلای شیشه‌ای است و سختی آن به‌طور متوسط بین ۵ تا ۶ و وزن مخصوصش بین ۲٫۹ تا ۳٫۵۵ متغیر است. معمولاً دارای یون‌های آهن، یا منیزیم در ساختار خود می‌باشند آمفیبول‌ها به رنگ‌های سبز، سیاه، بی‌رنگ، سفید، زرد، آبی یا قهوه‌ای دیده می‌شوند.
در ترکیب آمفیبول‌ها علاوه بر بنیان (SiO۴)، عناصری از قبیل منیزیم، آهن و کلسیم شرکت می‌نمایند که ممکن است با سیلیکات‌های مضاعف سدیم، آلومینیوم و آهن (۳ ظرفیتی) همراه باشد.
همچنین آمفیبول‌ها در دو ساختار بلوری تک‌شیب و راست‌لوزی دیده شده‌اند.

## ریشه‌شناسی
نام آمفیبول‌ها از کلمه یونانی آمفیبولوس به معنی بلورهای پیچیده و دو پهلو منشأ گرفته که توسط دانشمندی به نام های نامیده شده است و متشکل از ترمولیت، اکتینولیت، ریه بکیت، گلوکوفان(آمفیبول بنفش) و هورن بلندها(شامل هورن بلند قهوه‌ای و سبز) هستند.
این گروه توسط‌های در اشاره به انواع پروتئین در ترکیب شیمیایی و شکل ظاهری فرض شده در کانی‌هایشان نامگذاری شدند. این اصطلاح از آن‌موقع برای تمام گروه بکار می‌رود. تعدادی زیر گونه و واریته هم شناسائی شده، که مهمترین آن‌ها به دوسری جدول‌بندی شده‌اند.

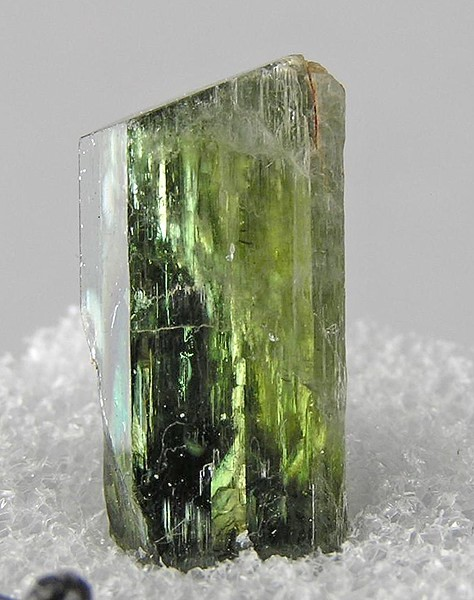
آمفوبیل (ترمولیت)

## ویژگی‌های کلی

### کانی‌شناسی
آمفیبول‌ها در دو سیستم منو کلینیک و ارتومبیک (هشت وجهی) طبقه‌بندی می‌شوند. آمفیبول‌ها در ترکیب شیمیایی و ویژگی عمومی مشابه پیروکسین‌ها می‌باشند. تفاوت عمده آن‌ها از پیروکسین‌ها عبارتند از:
الف) آمفیبول‌ها محتوی هیدروکسید (OH) اساسی یا هالوژن‌های کلر و فلوئور هستند.
ب) ساختار آن‌ها یک زنجیره مضاعف متبلور چهار تائی است (برعکس پیروکسین‌ها که ساختار تک زنجیره‌ای دارند)
آمفیبوله اغلب شفاف، و در یک نمونه دستی، سطوحی شکسته و مورب (در حدود زاویه ۱۲۰ درجه) دارند در حالیکه، پیروکسین‌ها سطوحی زاویه دار و ۹۰ درجه دارند. آمفیبول‌ها به‌طور ویژه کم‌تراکم تر از پیروکسین‌ها هستند. در خصوصیات اپتیکال (نوری) آمفیبول‌ها به کمک چند رنگی بودن، و به کمک زاویه کوچک بر روی سطوح متقارن قابل تشخیص تر هستند. آمفیبول‌ها جزء اصلی آمفیبولیت‌ها می‌باشند.
سنگ‌ها – آمفیبول‌ها بلورهای متشکل سنگ‌های آذرین یا دگرگونی هستند، در منشأ آذرین تشکیل دهنده سنگهایی مانند گرانیت، دیوریت، آندزیت و غیره هستند. سیلیکات کلسیم بعضی اوقات جزء طبیعی آمفیبول‌ها می‌باشد. (هوگن، ۲۰۱۰). آمفیبول‌هایی که منشأ دگرگونی دارند شامل سنگ‌های آهکی بوده که در تماس با سنگ‌های دگرگونی (ترمولیت) و آنهایی که در نتیجه تغییر کانی‌ها مثل فرو منیزیوم‌ها (هورن بلند) تشکیل می‌شوند. شکل مجازی (دروغین) آمفیبول‌ها بعد از پیوکسین‌ها به عنوان یورالیت شناخته می‌شوند.

### محل پیدایش
بسیاری از آمفیبول‌ها را در سنگ‌های آذرین و دگرگونی به‌طور فراوان می‌توان دید. کانیهای مورد بحث در هر نوع سنگ آذرین خواه اسید، قلیایی بازیک یا اولترا بازیک ممکن است دیده شود ولی در سنگ‌های حد واسط فراوان‌تر می‌باشد. آمفیبول‌ها به ویژه در سنگ‌های آذرین پلوتونیک فراوانند و در انواع آتشفشانی اهمیت چندانی ندارد.

### ترکیب شیمیایی
در ساختمان آمفیبول‌ها جانشینی یون‌ها به مقدار فراوان صورت می‌گیرد و به همین جهت ترکیب شیمیایی این کانی‌ها بسیار متفاوت است. ترکیب ساده‌ترین آمفیبول دارای کلسیم زیاد یعنی ترمولیت است که در آن اتم‌های کلسیم موقعیت‌های شش تایی و هشت تایی ساختمان اتمی را اشغال می‌نماید.

### دسته‌بندی
از نظر ترکیب شیمیایی، آمفیبول‌ها نیز مانند پیروکسن‌ها به سه دستهٔ مهم تقسیم می‌شوند:
1. آمفیبول‌های آهن و منیزیم‌دار یا فرومنیزین (ferro-magnesiennes)
2. آمفیبول‌های کالکو فرومنیزین یا آهن، منیزیم و کلسیم‌دار (Calco Ferro magnesiennes)
3. آمفیبول‌های سدیک یا سدیم‌دار(Amphiboles-sodiques)

## آمفیبول‌های فرومنیزین راست‌لوزی یا آمفیبول‌های راست‌لوزی
آمفیبول‌های فرو منیزین یا آهن و منیزیم‌دار که در ساختار راست‌لوزی بلوری می‌گردند همانند پیروکسن‌های راست‌لوزی یعنی سری انستاتیت هیپرستن می‌باشند. از این کانی‌ها سری آنتوفیلیت-ژدریت (Anthophillite-Gedtite) را می‌توان نام برد.
- آنتوفیلیت: ۲(Si۴O۱۱)۲(Fe,Mg)۷(OH)
- ژدریت: ۲(Si۳،Al O۱۱)(Mg,Al)(OH)

## آمفیبول‌های فرومنیزین تک‌شیب و فرومنیزین و کلسیم‌دار تک‌شیب
آمفیبول‌های تک‌شیب به دو زیرشاخهٔ آهن و منیزیم‌دار و آهن، منیزیم و کلسیم‌دار تقسیم می‌شوند.

### سری آمفیبول‌های فرومنیزین تک‌شیب
از نظر ترکیب شیمیایی تقریباً همانند سری آمفیبول‌های فرومنیزین راست‌لوزی می‌باشد که در ساختار بلوری با هم فرق دارند کانی‌های مهم این سری عبارتند از:
- کومینگتونیت: {\displaystyle Fe_{2}Mg_{5}Si_{8}O_{22}(OH)_{2}}
- گرونریت: {\displaystyle Fe_{7}Si_{8}O_{22}(OH)_{2}}

### سری آمفیبول‌های فرومنیزین و کلسیم‌دار تک‌شیب
در این سری برخلاف سری‌های دیگر کلسیم در ترکیب آن‌ها شرکت دارد وسیلیکات‌های فرومنزین کلسیک را تشکیل می‌دهند. این سری را می‌توان همانند پیروکسن‌های فرومنیزین وکلسیم‌دار یعنی دیوبسید-هندنبرژیت دانست.
سری ایزومورف کانی‌های مذکور به شرح زیر است:
- ترمولیت: {\displaystyle Ca_{2}Mg_{5}Si_{8}O_{22}(OH)_{2}}
- آکتینوت: {\displaystyle Ca_{2}(Mg,Fe)_{5}Si_{8}O_{22}(OH)_{2}}
- آزبست (Asbestos) یا پنبهٔ نسوز، نوعی از این کانی‌ها است که به صورت رشته‌های بسیار باریکی در می‌آید وترکیب شیمیایی آن به ترمولیت نزدیک می‌باشد. این رشته‌ها قابل انعطاف بوده و از آن پارچه‌های نسوز می‌بافند.
- آمیانت (Amiante) با پنبهٔ کوهی نام دیگری است که به آن داده می‌شود.

## آمفیبول‌های سدیم‌دار (سدیک)
این سری از آمفیبول‌ها با داشتن سدیم و آهن سه ظرفیتی در ترکیب خود مشخص هستند. همگی در ساختار تک‌شیب بلوری می‌شوند. مقدار درصد Na۳O در این کانی‌ها بین ۵ تا ۱۰ درصد می‌باشد.
مهمترین کانی‌ها از این سری عبارتند از:
- ریبکیت: {\displaystyle Na_{2}Fe_{3}^{2+}Fe_{2}^{3+}Si_{8}O_{22}(OH)_{2}}
- گلوکوفان: {\displaystyle Na_{2}(Mg,Fe)_{3}Al_{2}Si_{8}O_{22}(OH)_{2}}

کانی حدواسط بین ریبکیت و گلوکوفان، کروسیت (Crossite) نام دارد.

## آمفیبول‌های حد واسط یا هورنبلندها
سری کانی‌های هورنبلند (Hornblendes) عمومی‌ترین آمفیبول‌های تک‌شیب را تشکیل می‌دهند. این سری از نظر ترکیب شیمیایی بسیار متنوع است و در سنگ‌های آذرین و دگرگونی یافت می‌شوند. مهمترین کانی‌های این سری عبارتند از:
- هورنبلند عادی یا هورنبلند سبز که مقدار آهن آن کم است.
- هورنبلند بازالتی یا اکسنی هورنبلند یا هورنبلند سیاه که دارای آهن زیاد است وخاص سنگ‌های بازالتی می‌باشد.[۲]

## تجزیهٔ آمفیبول‌ها
این کانی‌ها ممکن ا ست به کلریت، بیوتیت، اپیدوت، کلسیت، تالک و … تجزیه شود. تجزیهٔ آن‌ها به کلریت، بیوتیت و تالک تدریجی است و غالباً در امتداد کلیواژها و کناره‌های کانی صورت می‌گیرد. به‌طور کلی آمفیبول‌ها نسبت به پیروکسن‌ها دیرتر تحت تأثیر تجزیه قرار می‌گیرند زیرا در حرارت پایین‌تری به‌وجود می‌آیند.